# Shunte (distrito)
Shunte é um distrito do Peru, departamento de San Martín, localizada na província de Tocache.

## Transporte
O distrito de Shunte é servido pela seguinte rodovia:
- SM-112, que liga o distrito à cidade de Tocache
- SM-110, que liga o distrito à cidade de Tocache [1][2][3]